# 与儀達敏
与儀 達敏（よぎ たつびん、與儀 達敏、1901年5月19日 - 1965年2月25日）は、宮古民政府及び琉球政府の政治家。
1956年4月から1958年3月まで立法院議長を務めた。沖縄県宮古郡下地村（現宮古島市）出身。

## 経歴
明治34年（1901年）5月19日生まれ。昭和4年（1929年）に東洋大学専門部倫理科を卒業し、地元の沖縄県立宮古中学校（現沖縄県立宮古高等学校）の教諭となり、教職に就いた。
沖縄戦後は、宮古民政府の副知事に就任した。1952年の第1回立法院議員総選挙に当選し立法院議員となった。
そして、比嘉秀平とともに新党結成に奔走し、「琉球民主党（後の沖縄自由民主党）」を立ち上げた。
行政主席の比嘉秀平の下で行政副主席を務めた後、立法院議長に選ばれた。